# Komondor (szuperszámítógép)
A Komondor a Kormányzati Informatikai Fejlesztési Ügynökség 2023 januárjában átadott szuperszámítógépe, amely a Debreceni Egyetemen található. Teljesítménye mintegy 6 petaflops, ezzel Magyarország legnagyobb számítási teljesítményű számítógépe, és elkészültekor a világ 199. legnagyobb teljesítményű számítógépe volt. Az internetre 100 Gbit/s sávszélességgel kapcsolódik, melyhez a KIFÜ biztosítja az infrastruktúrát. A működésekor keletkező hőt a debreceni uszoda fűtésére használják fel, az ezt biztosító infrastruktúra független az országos távfűtési hálózattól.

## Története
A Komondor kialakítása 2021-ben kezdődött, a beruházás árát eleinte 3,1 milliárd forintra, a számítógép befejezésének időpontját 2022 tavaszára becsülték. Végül azonban 2022 októberére történt meg a számítógép telepítése, a gép kapacitását tovább bővítették 6 petaflopsra, így a teljes költségvetés 4,7 milliárd forintra növekedett. A gépet végül 2023 januárjában adták át. A számítógép az Egyetem 2014-ben e célból létrehozott Kassai úti campusán lévő Szuperszámítógép Központjában található.

## Teljesítmény
A Komondor teljesítménye mintegy 6 petaflops, mellyel 2023-ban Magyarország legnagyobb teljesítményű számítógépe.
A számítógép teljesítményének mintegy 75–80%-át kutatók, a fennmaradó 20–25%-ot vállalkozások fogják használni. Ezenkívül a számítógép bővíthető.
A számítógép tartalmaz mesterségesintelligencia- és big data-partíciót is.